# Pedicularis pacifica
Pedicularis pacifica là loài thực vật có hoa thuộc họ Cỏ chổi. Loài này được (Hultén) Kozhevn. mô tả khoa học đầu tiên năm 1878.